# Пицо (Милано)
Пицо (итал. Pizzo) је насеље у Италији у округу Милано, региону Ломбардија.
Према процени из 2011. у насељу је живело 31 становника. Насеље се налази на надморској висини од 95 м.